# Pelusios carinatus
Pelusios carinatus is een schildpad uit de familie pelomedusa's (Pelomedusidae).

## Naam en indeling
De wetenschappelijke naam van de soort werd voor het eerst voorgesteld door Raymond Ferdinand Laurent in 1956. De soortaanduiding carinatus betekent vrij vertaald 'voorzien van een kiel'.

## Levenswijze
Pelusios carinatus is voornamelijk carnivoor en leeft van vissen, weekdieren, amfibieën en ongewervelden zoals insecten. Daarnaast worden ook wel zaden en in het water gevallen fruit gegeten. In de voortplantingstijd worden door de vrouwtjes zes tot twaalf eieren per legsel afgezet.

## Uiterlijke kenmerken
De schildpad kan een schildlengte bereiken van 26,5 centimeter en heeft een langwerpig ovaal schild dat het breedst is op het midden. Juvenielen hebben een duidelijke kiel op het midden van het schild, dat met de jaren kleiner wordt maar nooit helemaal verdwijnt en ook bij oude exemplaren zichtbaar blijft. Bij oudere dieren is de kiel vooral te zien tussen het tweede en vierde wervelschild. De marginaalschilden aan de achterzijde zijn wat omhoog gekromd en zijn voorzien van een tandachtig uitsteeksel. Okselschilden ontbreken aan het buikschild. De kleur van het rugschild is zeer donker tot zwart, het buikschild heeft een gele kleur met een zwarte rand aan de voorzijde. De plastronformule is als volgt: abd > fem > intergul >< hum > an > pect >< gul.
De huid van de poten en staart is grijsgeel van kleur. De kop is relatief groot en heeft een wat uit-stekende snuit, de kop heeft een bruine tot zwarte kleur met gele strepen. Juveniele dieren hebben vaak een gele marmertekening op de kop. Onder de kin zijn twee baarddraden aanwezig. Mannetjes zijn van vrouwtjes te onderscheiden door een langere en dikkere staart en een iets holler buikschild, de staart van vrouwtjes is bovendien platter.

## Verspreiding en habitat
De soort komt voor in delen van Afrika en leeft in de landen Congo-Kinshasa en Gabon. De habitat bestaat uit grotere permanente wateren zoals meren, rivieren en lagunes.